# Особняк адвоката Бёме
Особняк адвоката Бёме — памятник архитектуры во Владикавказе, Северная Осетия. Выявленный объект культурного наследия России. Находится в историческом центре города в Промышленном районе, в Павловском переулке, д. 5.
Здание из белого и красного кирпича в стиле модерн построено в 1908 году по заказу адвоката Бориса Ричардовича Бёме. Автор проекта — областной архитектор Павел Шмидт, который во время архитектурной разработки этого особняка взял за образец свой собственный особняк на Евдокимовской улице. В отличие от дома Шмидта здание решено симметрично относительного парадного входа по центральной оси. Парадный вход исполнен овальным очертанием. План дома составляет 21Х16 метров. Цоколь сделан из светлого природного камня. Аналогично дома Шмидта был применён способ кладки фасада из белого и красного кирпича. Позднее здание было оштукатурено красным цветом и потеряло своё первоначальное бело-красное состояние. Крыша здания была покрыта кровельной сталью.
На первом этаже располагались гостиница и кабинет. На втором этаже — спальни с видом на внутренний сад. К дому примыкал небольшой парк с фонтаном и малыми архитектурными формами.
На Низовой улице, д. 5 адвокат Бёме построил дом для своего брата.
С 1908 по 1922 года в доме проживал орнитолог Лев Борисович Бёме.